# Sedekia
Sedekia (ook: Zedekia of Sidkia) (Hebreeuws: צִדְקִיָּה, ṣidqîjāh, "JHWH heeft rechtvaardig gehandeld / zich rechtvaardig betoond", "JHWH is (mijn) rechtvaardig(heid)") was de laatste koning van het koninkrijk Juda. Over zijn leven valt in de Hebreeuwse Bijbel te lezen in 2 Koningen 24–25 en in 2 Kronieken 36. Hij was de opvolger van Jojachin, die vermoedelijk (volgens het Bijbelboek 2 Koningen) zijn neef (oomzegger) was. Zijn regeerperiode wordt gedateerd op 597 v.Chr. tot 587 v.Chr. of tot 586 v.Chr..
Sedekia heette oorspronkelijk Mattanja. Toen de Babylonische koning Nebukadnezar II de regering van Jojachin omver wierp, werd Mattanja op 21-jarige leeftijd de troon gezet. Hij veranderde hierbij zijn naam in Sedekia. Hoewel de profeet Jeremia zijn adviseur was, deed hij – zoals zijn voorouders – "wat slecht was in de ogen van de Heer".
Onder Sedekia was Juda een vazalstaat van Babylon. Maar na acht jaar regeren sloot Sedekia een bondgenootschap met de Egyptische farao Apries (die in de Bijbel Chofra wordt genoemd) en kwam in opstand tegen Babylon. Nebukadnezar reageerde hierop door opnieuw een beleg van Jeruzalem te beginnen, dat achttien maanden zou duren. Na achttien maanden lukte het Jeruzalem te veroveren. Sedekia wist aanvankelijk te ontsnappen, maar werd bij Jericho gevangengenomen en overgebracht naar Ribla. Daar werd Sedekia gedwongen de executie van zijn zonen te zien, voordat hem de ogen werden uitgestoken en hij geketend werd overgebracht naar Babylon. Daar bleef hij de rest van zijn leven gevangene, hoe lang dat was is niet bekend.
Na de val van Jeruzalem werd de stad geplunderd en vrijwel volledig vernietigd. Alleen de allerarmsten mochten achterblijven om voor de akkers en de wijngaarden te zorgen, de rest van de bevolking werd in ballingschap afgevoerd. Over de achterblijvers stelde Nebukadnessar Gedalja aan als gouverneur. Hiermee kwam definitief een einde aan het koninkrijk Juda.

## Buitenbijbelse vermelding
Buiten de Bijbel werd naar Sedekia verwezen in een Babylonische kroniek, zonder zijn naam te noemen. In zijn zevende jaar liet Nebukadnezar noteren dat hij Jeruzalem innam (597 v.Chr.) en schreef dan met het oog op Sedekia: "Een koning naar zijn hart plaatste hij [Nebukadnezar] op die plaats."

## Mormonen
Volgens het Boek van Mormon zou Sedekia's zoon Mulek als enige van zijn familie ontsnapt zijn aan de dood en naar de huidige Amerika's gevlucht zijn om daar een nieuwe beschaving te starten die later op zou gaan in de Nephite.